# Ronald Sega
Ronald "Ron" Michael Sega (tudi Ronald Šega), ameriški astronavt, častnik in fizik slovenskega porekla, * 4. december 1952, Cleveland, Ohio, ZDA.

## Življenje
Ronald izvira iz slovenske izseljenske družine. Leta 1974 je diplomiral iz matematike in fizike na Akademiji ameriškega vojnega letalstva, 1975 magistriral iz fizike na Državni univerzi Ohia v Columbusu, 1982 pa doktoriral iz elektroinženirskih znanosti na Državni univerzi Kolorada v Fort Collinsu, kjer je bil več let redni profesor. Objavil je več kot 50 znanstvenih razprav.
Leta 1990 je postal kandidat za astronavta pri vesoljski agenciji NASA, 1994 je prvič poletel v vesolje kot inženir poleta Discovery STS-60 (130 obkrožitev Zemlje, 199 ur v vesolju). Nato je bil koordinator urjenja posadk v vesoljskem sodelovanju ZDA in Rusije. Bil je pilot poveljnik odprave Atlantis STS-76, med katero se je raketoplan 24. marca 1996 združil z rusko vesoljsko postajo Mir (420 ur v vesolju).
Dekan Sega je trenutno predstojnik kolidža za fiziko in sorodnih znanosti na Državni univerzi Kolorada.